# Chiquidrácula (película)
Chiquidrácula es una película de comedia infantil y drama mexicana de 1985, dirigida por Julio Aldama y protagonizada por Adalberto Martínez «Resortes», Ana Luisa Peluffo y Teresa Velázquez. Esta película cuenta con la participación especial del actor infantil, Carlos Espejel, quien interpretó al personaje de Chiquidrácula (parodia de Drácula), en el programa de televisión Chiquilladas.

## Trama
Un niño llamado Carlitos (Carlos Espejel) vive con su abuelo alcohólico, Don Carlos (Resortes), y desea quitarle el vicio. Un día mira en el museo de cera que un par de borrachos se asustan con la figura de Drácula y difunde en su vecindario que Chiquidrácula ronda por ahí. Luego se disfraza como el mítico personaje para asustar a su abuelo.

## Producción
- Adalberto Martínez «Resortes» como Don Carlos.
- Ana Luisa Peluffo como Doña Mary.
- Teresa Velázquez como Juana.
- Carlos Espejel como Carlitos/Chiquidrácula.
- Luis Manuel Pelayo como Tendero español
- Sergio Ramos "El Comanche" como Don Luis (as Sergio Ramos 'El Comanche')
- Bruno Rey como sacerdote
- José Loza como médico
- Queta Carrasco como abuela
- Leo Villanueva como médico
- Carlos Bravo y Fernández como espectador de alcohólicos anónimos
- Jorge Zamora como Velador de coches
- Arturo Salvador como Amigo borracho de Carlos (El Regazón)
- Luis Bravo Sosa como Tendero anciano
- Jasmin Lira
- Inés Murillo como Dueña de Salón de belleza
- Tina Gómez
- Lucy Cantú como Leontina